# 清水晶子 (フェミニスト)
清水 晶子（しみず あきこ、1970年 - ）は、日本の人文科学の研究者。専門はフェミニズム、クィア理論。東京大学大学院総合文化研究科（超域文化科学専攻）教授。

## 経歴
1970年、東京都に生まれる。大学で英文学を専攻し、シェイクスピアについてジェンダーの視点から論じられた先行研究を読む中で、フェミニズムへの関心を深めていった。10代の頃に摂食障害を経験しており、「このまま続けたら、私はもしかすると死ぬかもしれない、と思いはじめていたときに、フェミニズムの身体に関する議論の何かが、私の心をクリックした」と回顧している。
1993年、東京大学文学部英語英米文学科卒業。1996年、同大学院人文科学研究科修士課程を修了。のち、同研究科（英語英米文学）博士課程修了。
1999年、ウェールズ大学カーディフ校批評文化理論センターにてMA in Sexual Politicsの学位を取得。2003年、同大学よりPh.D.（博士号）を取得。
2003年から東京大学大学院総合文化研究科助手、早稲田大学や国際基督教大学等の非常勤講師などを務める。2007年より東京大学大学院総合文化研究科准教授。2017年より同教授。
著書に『フェミニズムってなんですか？』などがある。

## 著書

### 単著
- Lying Bodies: Survival and Subversion in the Field of Vision, New York: Peter Lang, 2008[9].　ISBN　9781433101007
- 『フェミニズムってなんですか?』（文藝春秋〈文春新書〉、2022年）ISBN 978-4-16-661361-8

### 共著
- 『読むことのクィア：続・愛の技法』（分担執筆、中央大学人文科学研究所編、中央大学出版部、2019年）ISBN　978-4-8057-5354-5
- 『多様性との対話：ダイバーシティ推進が見えなくするもの』（分担執筆、岩渕功一編著、青弓社〈青弓社ライブラリー〉、2021年）ISBN　978-4-7872-3483-4
- 『ポリティカル・コレクトネスからどこへ』（ハン・トンヒョン・飯野由里子共著、有斐閣、2022年）ISBN　978-4-641-17477-1
- 『トランスジェンダー問題』（解説、ショーン・フェイ（英語版）著・高井ゆと里訳、明石書店、2022年）ISBN 978-4-7503-5463-7
- 菊地夏野、堀江有里、飯野由里子、赤枝香奈子、清水晶子ほか 著、菊地夏野、堀江有里、飯野由里子 編『クィア・スタディーズをひらく2』晃洋書房、2022年3月30日。ISBN 978-4771035607。

### 翻訳
- 『戦争の枠組：生はいつ嘆きうるものであるのか』（ジュディス・バトラー著、筑摩書房、2012年） ISBN　978-4-480-84719-5